# 第一次南京戰鬥
1913年南京戰鬥是二次革命的一部分，發生於中華民國袁世凱執政的第二年。當時以黃興、冷遹、何海鳴為主的國民黨部隊駐守在江蘇韓莊與南京兩地，他們以袁世凱暗殺宋教仁與不尊重臨時約法為由，拒絕服膺北洋政府。1913年7月15日起，袁世凱所屬張勳辮子軍聯合馮國璋所屬數千軍力，在攻打江蘇韓莊與南京的一個多月交戰後，9月1日，張勳攻陷南京，黃興等人敗走。